# Élections législatives de 1951 en Moselle
Les élections législatives françaises de 1951 se tiennent le 17 juin. Ce sont les deuxièmes élections législatives de la Quatrième République.

## Mode de scrutin
Représentation proportionnelle plurinominale suivant la méthode du plus fort reste dans 103 circonscriptions, conformément à la loi des apparentements : les listes qui se sont « apparentées » avant l'élection remportent tous les sièges de la circonscription si leurs voix ajoutées obtiennent la majorité absolue des suffrages exprimés. Il y a 629 sièges à pourvoir.
Le vote préférentiel est admis. 
Dans le département de la Moselle, sept députés sont à élire.

## Candidats

### Liste du Rassemblement du peuple français
| N° | Candidats | Candidats        | Parti | Principales fonctions                                                                   |
| -- | --------- | ---------------- | ----- | --------------------------------------------------------------------------------------- |
| 01 |           | Raymond Mondon   | RPF   | Député sortant UDSR, magistrat, Médaille de la résistance, conseiller municipal de Metz |
| 02 |           | Alfred Krieger   | RPF   | Député sortant UDSR, ingénieur, Metz                                                    |
| 03 |           | Jules Thiriet    | RPF   | Député sortant MRP, cultivateur, maire d'Obreck, conseiller général                     |
| 04 |           | Emile Muller     | RPF   | Vétérinaire, conseiller général du canton de Thionville                                 |
| 05 |           | Gabriel Wahrheit | RPF   | Maire de Hayange, conseiller général                                                    |
| 06 |           | Ottmar Hansch    | RPF   | Médecin, conseiller général du canton de Sarrebourg                                     |
| 07 |           | Jean-Éric Bousch | RPF   | Ingénieur, conseiller général du canton de Forbach                                      |

### Liste d'Union Lorraine - MRP et Union des indépendants, des paysans et des républicains nationaux
| N° | Candidats | Candidats      | Parti | Principales fonctions |
| -- | --------- | -------------- | ----- | --- |
| 01 |           | Robert Schuman | MRP   | Ancien Président du Conseil, Ministre des Affaires Etrangères, député sortant                                            |
| 02 |           | René Peltre    | CNIP  | Agriculteur, adjoint au maire de Dieuze, Président de la fédération départementale des syndicats d'exploitants agricoles |
| 03 |           | Joseph Schaff  | MRP   | Agent SNCF, député sortant, maire de Montigny-lès-Metz                                                                   |
| 04 |           | Émile Engel    | MRP   | Ancien député, maire de Merlebach, secrétaire du syndicat des mineurs                                                    |
| 05 |           | Eugène Bécœur  | CNIP  | Artisan à Metz, Président de la Chambre des métiers                                                                      |
| 06 |           | Camille Albert | CNIP  | Employé, maire de Volmerange-lès-Boulay                                                                                  |
| 07 |           | René Muller    | MRP   | Chirurgien-chef de l'hôpital de Sarrebourg, conseiller général du canton de Phalsbourg                                   |

### Liste d'Union républicaine, résistante et antifasciste, présentée par le PCF
| N° | Candidats | Candidats            | Parti | Principales fonctions                                                            |
| -- | --------- | -------------------- | ----- | -------------------------------------------------------------------------------- |
| 01 |           | Pierre Muller        | PCF   | Ouvrier mineur, ancien député, ancien sénateur, conseiller municipal de Freyming |
| 02 |           | Anna Schell-Entzmann | PCF   | Ouvrière, député sortant, conseillère municipale de Moyeuvre-Grande              |
| 03 |           | Arthur Buchmann      | PCF   | Métallurgiste, conseiller municipal de Hagondange                                |
| 04 |           | Joseph Hen           | PCF   | Cultivateur à Hellimer, conseiller général du canton de Grostenquin              |
| 05 |           | Joseph Frantz        | PCF   | Ouvrier des charbonnages, L'Hôpital                                              |
| 06 |           | Émile Fritsch        | PCF   | Cheminot, ancien maire de Basse-Yutz                                             |
| 07 |           | Louis Dellandréa     | PCF   | Retraité mineur, conseiller municipal d'Ottange                                  |

### Liste du Parti socialiste SFIO
| N° | Candidats | Candidats        | Parti | Principales fonctions                                                                            |
| -- | --------- | ---------------- | ----- | ------------------------------------------------------------------------------------------------ |
| 01 |           | Pierre Thil      | SFIO  | Comptable à la chefferie du génie militaire de Boulay-Moselle, conseiller municipal d'Ottonville |
| 02 |           | Jean Derrieux    | SFIO  | Ingénieur des mines, maire de Hombourg-Haut                                                      |
| 03 |           | Nicolas Schuller | SFIO  | Employé, maire de Volmerange-les-Mines                                                           |
| 04 |           | Eugène Neyer     | SFIO  | Ouvrier de la Manufacture des tabacs, Metz, syndicaliste FO                                      |
| 05 |           | Ulysse Thomas    | SFIO  | Employé                                                                                          |
| 06 |           | François Schmidt | SFIO  | Receveur des PTT                                                                                 |
| 07 |           | Armand Delvaux   | SFIO  | Professeur adjoint au lycée de Thionville                                                        |

### Liste du Rassemblement des gauches républicaines
| N° | Candidats | Candidats       | Parti | Principales fonctions                                     |
| -- | --------- | --------------- | ----- | --------------------------------------------------------- |
| 01 |           | Nicolas Gertner | RGR   | Professeur, conseiller municipal de Thionville            |
| 02 |           | Auguste Klein   | RGR   | Contrôleur, conseiller général du canton de Sarreguemines |
| 03 |           | André Trouillet | RGR   | Commerçant                                                |
| 04 |           | Ernest Léonard  | RGR   | Ouvrier mineur, Creutzwald                                |
| 05 |           | Eugène Benet    | RGR   | Chef-monteur                                              |
| 06 |           | Lisa Béron      | RGR   | Receveur des PTT                                          |
| 07 |           | Jean Meyer      | RGR   | Facteur                                                   |

## Élus
| Député sortant | Parti | Parti | Député élu ou réélu | Parti | Parti |
| -------------- | ----- | ----- | ------------------- | ----- | ----- |
| Anna Schell    |       | PCF   | Pierre Muller       |       | PCF   |
| Alfred Krieger |       | UDSR  | Alfred Krieger      |       | RPF   |
| Raymond Mondon |       | UDSR  | Raymond Mondon      |       | RPF   |
| Robert Schuman |       | MRP   | Robert Schuman      |       | MRP   |
| Jules Thiriet  |       | MRP   | Jules Thiriet       |       | RPF   |
| Jean Sauder    |       | MRP   | René Peltre         |       | CNIP  |
| Joseph Schaff  |       | MRP   | Joseph Schaff       |       | MRP   |

## Résultats

### Résultats à l'échelle du département
- Les listes d'union lorraine (MRP-CNIP), de la SFIO et du RGR se sont apparentées.
- Leurs voix cumulées de chaque apparentement représentant moins de 50% des exprimés, les sièges sont répartis à la proportionnelle entre tous les partis.
- Le score de l'apparentement est considéré comme celui d'une liste pour la répartition générale, ensuite la répartition interne des sièges entre apparentées se fait également à la proportionnelle.

| Parti    | Parti      | Tête de liste   | Résultats | Résultats | Sièges |  |
| Parti    | Parti      | Tête de liste   | Voix      | %         |        |  |
| -------- | ---------- | --------------- | --------- | --------- | ------ |  |
|          | RPF        | Raymond Mondon  | 122 331   | 43,90     | 3      |  |
|          | MRP-CNIP * | Robert Schuman  | 89 290    | 32,04     | 3      |  |
|          | PCF        | Pierre Muller   | 45 353    | 16,28     | 1      |  |
|          | SFIO *     | Pierre Thil     | 10 536    | 3,78      | 0      |  |
|          | RGR *      | Nicolas Gertner | 8 707     | 3,13      | 0      |  |
|          |            |                 |           |           |        |  |
| Inscrits | Inscrits   | Inscrits        | 356 378   | 100,00    | 7      |  |
| Votants  | Votants    | Votants         | 289 614   | 81,27     |        |  |
| Exprimés | Exprimés   | Exprimés        | 278 653   | 96,22     |        |  |